# CSP Copa America
La CSP Copa America è stata la massima competizione sudamericana di hockey su pista per squadre nazionali maschili, ed era organizzata dalla CSP.
Fu istituita nel 1954, con la denominazione di Campionato sudamericano, anno in cui vide la sua prima edizione con il Cile come vincitrice. Dal 2007 assunse la denominazione Copa America.
Si sono tenute ventuno edizioni del torneo. L'Argentina è la nazionale più titolata con tredici titoli, a seguire vi è il Cile con quattro successi, il Brasile con tre titoli e la Catalogna con un trofeo.

## Storia

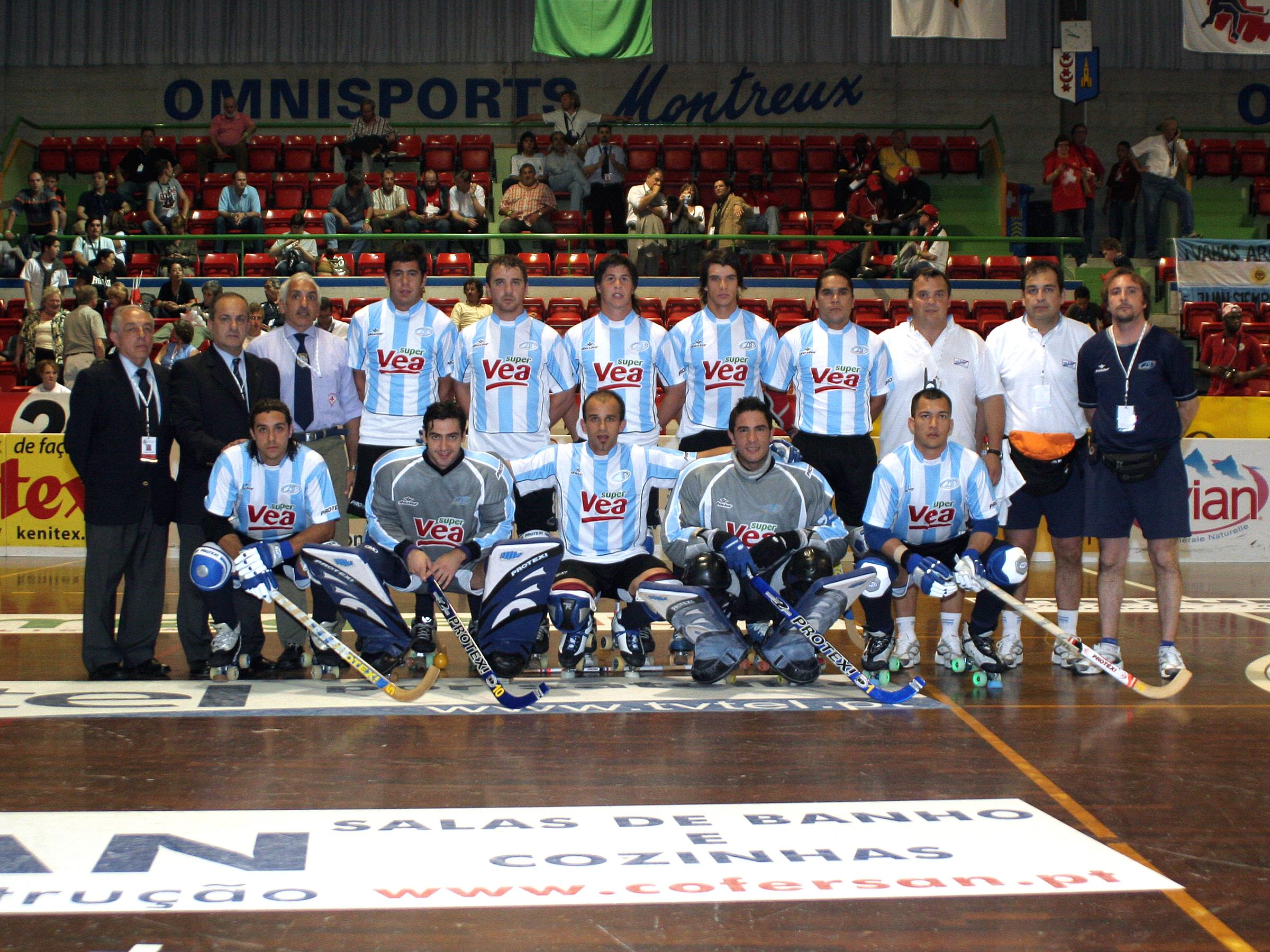
Una selezione dell'Argentina vincitrice di 13 titoli

L'edizione inaugurale del campionato sudamericano di hockey su pista venne disputata nel 1954 in Brasile nella città di San Paolo e vide la partecipazione di quattro squadre nazionali: il Brasile, il Cile, l'Uruguay e il Venezuela. A trionfare in questa prima edizione su il Cile che vinse tutte le tre gare in programma. La seconda edizione venne disputata a Santiago del Cile nel 1956 e vide la seconda affermazione consecutiva della squadra di casa; in questa edizione fece l'esordio internazionale la nazionale dell'Argentina, squadra che dominerà la competizione. La nazionale albiceleste infatti si impose nella terza edizione giocata in Uruguay e nella quarta disputata a Buenos Aires. La Roja tornò a vincere il torneo nel 1966 centrando il terzo successo nella manifestazione. Dopo che l'edizione del 1967 vide trionfare per la terza volta l'Argentina nel 1969 fu la Seleção ad interrompere il dualismo tra Argentina e Cile. Da questa edizione in avanti il torneo sarà dominato dalla selezione albiceleste che conquisterà otto titoli su dieci edizioni disputate (1971, 1975, 1977, 1981, 1984, 1985, 1987, 2004) con il Brasile che riuscì a vincere nel 1990 e il Cile che conquistò il campionato nel 1979.
Il torneo venne riformato completamente a partire dall'2007 dove assunse anche il nuovo nome di Copa America. In quest'edizione, disputata a Recife in Brasile vennero invitate la Catalogna, gli Stati Uniti e il Sudafrica; il torneo venne conquista nuovamente dall'Argentina che sconfisse in finale la Catalogna per 4 a 2. L'edizione del 2008, giocata in Argentina vide arrivare in finale per la seconda volta consecutiva l'Argentina e la Catalogna con la squadra di casa che riuscì a vincere nuovamente il trofeo. L'ultima edizione del torneo venne giocata in Spagna a Vic e vide l'affermazione della selezione catalana per la prima volta nella sua storia.

## Albo d'oro
| Anno                    | Città ospitante         | Finale                  | Finale                  | Finale                  | 3º-4º posto/Semifinaliste | 3º-4º posto/Semifinaliste | 3º-4º posto/Semifinaliste | Squadre                 |
| Anno                    | Città ospitante         | Vincitore               | Risultato               | Finalista               | Terzo posto               | Risultato                 | Quarto posto              | Squadre                 |
| Campionato Sudamericano | Campionato Sudamericano | Campionato Sudamericano | Campionato Sudamericano | Campionato Sudamericano | Campionato Sudamericano   | Campionato Sudamericano   | Campionato Sudamericano   | Campionato Sudamericano |
| ----------------------- | ----------------------- | ----------------------- | ----------------------- | ----------------------- | ------------------------- | ------------------------- | ------------------------- | ----------------------- |
| 1954 (1ª)               | San Paolo               | Cile                    | Girone unico            | Uruguay                 | Brasile                   | Girone unico              | Venezuela                 | 4                       |
| 1956 (2ª)               | Santiago del Cile       | Cile                    | Girone unico            | Uruguay                 | Argentina                 | Girone unico              | Venezuela                 | 5                       |
| 1959 (3ª)               | Montevideo              | Argentina               | Girone unico            | Cile                    | Uruguay                   | Girone unico              | Brasile                   | 5                       |
| 1963 (4ª)               | Buenos Aires            | Argentina               | Girone unico            | Cile                    | Uruguay                   | Girone unico              | Colombia                  | 4                       |
| 1966 (5ª)               | Concepción              | Cile                    | Girone unico            | Argentina               | Brasile                   | Girone unico              |                           | 3                       |
| 1967 (6ª)               | Mendoza                 | Argentina               | Girone unico            | Brasile                 | Cile                      | Girone unico              | Uruguay                   | 5                       |
| 1969 (7ª)               | Medellín                | Brasile                 | Girone unico            | Argentina               | Cile                      | Girone unico              | Uruguay                   | 5                       |
| 1971 (8ª)               | San Paolo               | Argentina               | Girone unico            | Cile                    | Brasile                   | Girone unico              | Uruguay                   | 4                       |
| 1973 (9ª)               | Montevideo              | Brasile                 | Girone unico            | Argentina               | Cile                      | Girone unico              | Uruguay                   | 4                       |
| 1975 (10ª)              | Mar del Plata           | Argentina               | Girone unico            | Brasile                 | Cile                      | Girone unico              |                           | 3                       |
| 1977 (11ª)              | Santiago del Cile       | Argentina               | Girone unico            | Brasile                 | Cile                      | Girone unico              |                           | 3                       |
| 1979 (12ª)              | Santos                  | Cile                    | Girone unico            | Argentina               | Brasile                   | Girone unico              |                           | 3                       |
| 1981 (13ª)              | Maldonado               | Argentina               | Girone unico            | Brasile                 | Cile                      | Girone unico              | Uruguay                   | 5                       |
| 1984 (14ª)              | San Juan                | Argentina               | Girone unico            | Brasile                 | Cile                      | Girone unico              | Uruguay                   | 4                       |
| 1985 (15ª)              | Santiago del Cile       | Argentina               | Girone unico            | Cile                    | Brasile                   | Girone unico              | Uruguay                   | 4                       |
| 1987 (16ª)              | Sertãozinho             | Argentina               | Girone unico            | Brasile                 | Cile                      | Girone unico              |                           | 3                       |
| 1990 (17ª)              | Tres Arroyos            | Brasile                 | Girone unico            | Argentina               | Cile                      | Girone unico              |                           | 3                       |
| 2004 (18ª)              | Viña del Mar            | Argentina               | 4 - 3                   | Cile                    | Brasile                   | 12 - 1                    | Uruguay                   | 4                       |
| Coppa America           |                         |                         |                         |                         |                           |                           |                           |                         |
| 2007 (19ª)              | Recife                  | Argentina               | 4 - 2                   | Catalogna               | Brasile                   | 8 - 1                     | Cile                      | 7                       |
| 2008 (20ª)              | Buenos Aires            | Argentina               | 4 - 3                   | Catalogna               | Cile                      | 5 - 1                     | Brasile                   | 5                       |
| 2010 (21ª)              | Vic                     | Catalogna               | 3 - 0                   | Argentina               | Brasile                   | 11 - 3                    | Cile                      | 10                      |

### Riepilogo vittorie per nazionale
| Numero | Nazionale | Anni                                                                         |
| ------ | --------- | ---------------------------------------------------------------------------- |
| 13     | Argentina | 1959, 1963, 1967, 1971, 1975, 1977, 1981, 1984, 1985, 1987, 2004, 2007, 2008 |
| 4      | Cile      | 1954, 1956, 1966, 1979                                                       |
| 3      | Brasile   | 1969, 1973, 1990                                                             |
| 1      | Catalogna | 2010                                                                         |

### Medagliere
| Squadra   | Vincitore | Secondo posto | Terzo posto | Totale podi |
| --------- | --------- | ------------- | ----------- | ----------- |
| Argentina | 13        | 6             | 1           | 20          |
| Cile      | 4         | 5             | 10          | 19          |
| Brasile   | 3         | 6             | 8           | 17          |
| Catalogna | 1         | 2             | 0           | 3           |
| Uruguay   | 0         | 2             | 2           | 4           |

## Sedi delle fasi finali
| Nazione   | Numero | Città e anni                                                                                                  |
| --------- | ------ | --- |
| Argentina | 7      | Buenos Aires: 1963, 2008 Concepción: 1966 Mendoza: 1967 Mar del Plata: 1975 San Juan: 1984 Tres Arroyos: 1990 |
| Brasile   | 5      | San Paolo: 1954, 1971 Recife: 2007 Santos: 1979 Sertãozinho: 1987                                             |
| Cile      | 4      | Santiago del Cile: 1956, 1977, 1985 Viña del Mar: 2004                                                        |
| Uruguay   | 3      | Montevideo: 1959, 1973 Maldonado: 1981                                                                        |
| Colombia  | 1      | Medellín: 1969                                                                                                |
| Spagna    | 1      | Vic: 2010 |